# Anat Admati
Anat Ruth Admati (Israel, 1956) é uma economista norte-americana. Em 2014, apareceu na lista de 100 pessoas mais influentes do ano pela Time.